# Rhinella veredas
Rhinella veredas é uma espécie de anfíbio da família Bufonidae. Endêmica do  Brasil, onde pode ser encontrada nos estados do Piauí, Bahia e Minas Gerais.